# Crateros
Crateros (tiếng Hy Lạp: Κρατερός, k. 370 TCN - 321 TCN) là một tướng lĩnh Macedonia dưới quyền Alexandros Đại đế và một trong những Diadochi.
Ông là con trai của một nhà quý tộc Macedonia tên là Alexandros tới từ Orestis và anh trai của đô đốc Amphoteros. Ông phải là một vị tướng có tài vì trong trận Issus, Crateros đã chỉ huy đội hình phalanx và tất cả bộ binh ở cánh trái (333 TCN).
Trong cuộc tấn công bằng hải quân vào Týros, ông chỉ huy những con tàu bên cánh trái. Có lẽ, điều này là do Parmenion đã không có ở đó, không có dấu hiệu nào cho thấy Crateros đã vượt qua cấp trên cũ của mình, bởi vì trong trận Gaugamela (1 tháng 10 năm 331 TCN), Craterus một lần nữa là cấp dưới của Parmenion. Trong trận chiến này, một lần nữa, ông chỉ huy một tiểu đoàn phalanx, và toàn bộ phalanx và bộ binh bên cánh trái.
Trong những tuần cuối cùng của năm 331, Crateros đã tham gia hai trận chiến trong cuộc xâm lược của Ba Tư (chống lại người Uxia và gần cửa Ba Tư). Trong cả hai trường hợp, ông và Alexander là những chỉ huy tối cao. Điều tương tự cũng xảy ra trong cuộc truy đuổi vua Ba Tư Darius III: Alexander chỉ huy đội tiên phong, Crateros chỉ huy bộ phận chính của quân đội (đầu tháng 7 năm 330 TCN).
Ở Hyrcania ông đã được phái đi tham gia một nhiệm vụ chống lại người Tapuria, quyền chỉ huy độc lập đầu tiên của ông trong quân đội Macedonia và khi quân Macedonia tiến đến Aria, ông đã chỉ huy hậu đội trong chiến dịch chống lại Satibarzanes, phó vương nổi loạn. Trong trận sông Hydaspes (326 trước Công nguyên, ở gần Jhelum ngày nay), ông chỉ huy hậu đội, mà ở lại trên bờ phía tây; những người lính của ông chỉ vượt qua sông trong giai đoạn cuối cùng của trận chiến.
Một giai thoại nổi tiếng cho rằng Crateros yêu Alexandros như với một vị vua (philobasileus) nhưng người tình của Alexandros,Hephaestion yêu ông ta bởi vì ông ta là Alexandros (philalexandros). Điều này cho thấy rằng có một số sự cạnh tranh, có lẽ ngay cả sự thù địch giữa các vị tướng Macedonia.
Ở giai đoạn này của cuộc chiến tranh chống lại đế chế Achaemenid của Alexandros, đối thủ quan trọng nhất của Crateros là viên tướng chỉ huy lực lượng chiến hữu kỵ binh (hetairoi), Philotas, con trai của Parmenion. Khi Philotas không bẩm báo về một âm mưu mà ông ta đã phát hiện ra, Crateros là một trong những người buộc tội ông. Các quan toà đều cho là Philotas có tội và phải bị ném đá đến chết, nhưng Hephaestion, Crateros, và Coenos tin rằng Philotas là một phần của một âm mưu lớn hơn, và nên bị tra tấn đầu tiên. Như đã được dự kiến, Philotas nói ra nhiều thứ, nhưng sự thật không thể được tìm ra. Cuối cùng, ông ta đã bị hành quyết.
Trong năm 329 TCN, quân Macedonia hành quân qua Sogdia và tiến đến bờ sông Jaxartes, ngày nay là Syrdar'ya. Bảy thành phố đã bị chiếm giữ, và Crateros chiếm được cái lớn nhất trong số này, Cyreschata, mà được thành lập trước đó hai thế kỷ bởi người sáng lập đế chế Achaemenid, Cyrus Đại đế. Crateros cũng đã chiến đấu chống lại người Massagetes, một bộ tộc người du mục thường sống ở phía bắc của sông Jaxartes, ngày nay ở Kirgizistan, nhưng có thể họ đã di chuyển về phía nam. Trong chiến dịch này, ông chỉ huy một đơn vị kỵ binh. Năm 328 TCN, ông giám sát việc xây dựng các khu định cư quân sự ở Margiana, bảo đảm biên giới phía bắc cho đế chế của Alexandros. Một hành động tương tự cũng diễn ra ở phía đông của Sogdia, nơi Crateros đánh bại người Pareitecanian (Tiếng Ba Tư Paritâkanu, người dân miền núi).
Năm 326TCN, Alexandros đã xâm lược Gandara, phía tây của Punjab. Lúc này,Crateros đóng một vai trò trong chiến dịch ở thung lũng Swat, nơi ông đã củng cố một số thành phố - một công việc ông đã có làm khi ở Margiana. Tại thời điểm này, ông đã là vị tướng quan trọng nhất và đáng tin cậy của Alexandros. Nhưng ông cũng đã mất dần sự sủng ái của Alexandros.
Một dấu hiệu đầu tiên có thể thấy là cai trò của ông trong trận sông Hydaspes (Jhelum ngày nay). Crateros chỉ huy hậu đội, mà ở lại ở bên bờ Tây, Alexandros và Coenos mới là những người tham chiến thực sự, và những người lính của Crateros chỉ tham gia trận chiến vào giai đoạn cuối cùng. Nhưng có lẽ, điều này không phải là dấu hiệu của sự thất sủng: Alexandros đã chỉ mang theo mình một đội quân nhỏ, và thực tế là ông đã đưa Crateros đi cùng mình mà có thể sau này được cho rằng là vẫn được nhà vua tin tưởng.
Trong tháng 6 năm 325TCN, Alexandros đã ra lệnh cho đội quân của Crateros quay về phía tây. (Quân đội riêng của ông ta đã tiến đến Ấn Độ Dương và một phần quay trở về bằng tàu, một phần thông qua sa mạc Gedrosia) Đó là một nhiệm vụ rất quan trọng: đây là lần đầu tiên kể từ cái chết của Parmenion, Alexandros uỷ thác cho một vị tướng với những trách nhiệm như thế này. Tuy nhiên, nó cũng có nghĩa là Crateros đã bị cách ly khỏi triều đình.
Crateros, quân đội của ông và những con voi vượt qua đèo Bolan, và hành quân qua Arachosia và Drangiana, và đến Carmania, nơi quân đội của ông đã hội quân với Alexandros. Trên đường tiến quân, Craterus đã bắt Ordanes, một kẻ nổi loạn chưa được biết
Tại lễ hội lớn ở Susa, Crateros kết hôn với công chúa Amastris, con gái của Oxyathres, anh trai của Darius III. Crateros và Polyperchon được bổ nhiệm để lãnh đạo 11.500 cựu chiến binh trở về Macedonia. Craterus đã ở Cilicia, nơi ông đã xây dựng hạm đội lớn để chuẩn bị đánh chiếm Carthage, khi Alexandros bất ngờ qua đời ở Babylon.
Gần như ngay lập tức, người Hy Lạp đã khởi nghĩa (chiến tranh Lamian). Trong khi đó ở Babylon, Các tướng của Alexandros đã thảo luận về tương lai, nhưng không có Crateros, và mặc dù nó đã đi đến đồng ý rằng ông sẽ được một trong của hai nhiếp chính của vị vua mới,Philip Arridaeus, nó đã dễ dàng để cho Perdiccas đồng nghiệp của ông nắm quyền cai trị duy nhất. Đây là sự khởi đầu của kỷ nguyên Diadochi, những người kế vị.
Năm 322 trước Công nguyên, khi mà Antipater kêu gọi ông hỗ trợ trong cuộc chiến tranh Lamian chống lại Athen. Ông đã đi thuyền với hải quân Cilicia của mình tới Hy Lạp và dẫn đầu đội quân trong trận Crannon năm 322 TCN. Khi Antigonos đã nổi dậy chống lại Perdiccas và Eumenes, Crateros gia nhập ông ta, cùng với Antipatros và Ptolemaios. Ông kết hôn với con gái của Antipatros,Phila. Ông bị giết trong cuộc chiến chống lại Eumenes ở Tiểu Á khi con ngựa ông cưỡi ngã đè lên ông, một nơi nào đó gần Hellespont, trong năm 321 TCN.
Crateros và Phila đã có một con trai, Crateros (321-250). Crateros thứ hai đã đặt bức tượng của cha ông và Alexander đang tham gia một cuộc săn sư tử, mà được làm bởi nhà điêu khắc nổi tiếng Lysippus, ở Delphi. Bức tượng này được biết đến từ một bức tranh khảm được tìm thấy ở kinh đô của Macedonia, Pella.